# Augy (Yonne)
Pour les articles homonymes, voir Augy.
Augy est une commune française située dans le département de l'Yonne dans le nord de la Bourgogne, en région Bourgogne-Franche-Comté.
Augy fait partie de l'agglomération d'Auxerre, c'est une commune membre de la communauté de l’Auxerrois.

## Géographie
Augy se situe dans le département de l'Yonne, à 2 km au sud d'Auxerre, préfecture de l'Yonne, sur la « route des Vignes », proche des communes de Chablis, Saint-Bris-le-Vineux, Coulanges-la-Vineuse.Augy est un ancien  village.Car il a été aggloméré  par Auxerre

### Transports

#### Transports publics
Augy est desservie par le service de transport public de l'Auxerrois proposant des navettes à la demande et des lignes régulières vers les établissements scolaires auxerrois.

#### Transports ferroviaires
La gare SNCF d'Augy-Vaux est définitivement fermée depuis 2015.

#### Transports routiers
La route départementale 606 (ex RN 6), principal axe secondaire NORD-SUD du département, traverse Augy et la relie directement à Auxerre et à sa Rocade Est.

#### Transports doux
Un projet de véloroute reliant Auxerre-Augy-Champs sur Yonne est à l'étude.

### Climat
Pour des articles plus généraux, voir Climat de la Bourgogne-Franche-Comté et Climat de l'Yonne.
En 2010, le climat de la commune est de type climat océanique dégradé des plaines du Centre et du Nord, selon une étude du Centre national de la recherche scientifique s'appuyant sur une série de données couvrant la période 1971-2000. En 2020, Météo-France publie une typologie des climats de la France métropolitaine dans laquelle la commune est exposée à un climat océanique altéré et est dans la région climatique Lorraine, plateau de Langres, Morvan, caractérisée par un hiver rude (1,5 °C), des vents modérés et des brouillards fréquents en automne et hiver.
Pour la période 1971-2000, la température annuelle moyenne est de 11,1 °C, avec une amplitude thermique annuelle de 15,7 °C. Le cumul annuel moyen de précipitations est de 724 mm, avec 11,3 jours de précipitations en janvier et 7,6 jours en juillet. Pour la période 1991-2020, la température moyenne annuelle observée sur la station météorologique de Météo-France la plus proche, « Chablis_sapc », sur la commune de Chablis à 15 km à vol d'oiseau, est de 11,6 °C et le cumul annuel moyen de précipitations est de 740,3 mm. 
La température maximale relevée sur cette station est de 42,6 °C, atteinte le 25 juillet 2019 ; la température minimale est de −24,2 °C, atteinte le 16 janvier 1985,,.
Les paramètres climatiques de la commune ont été estimés pour le milieu du siècle (2041-2070) selon différents scénarios d'émission de gaz à effet de serre à partir des nouvelles projections climatiques de référence DRIAS-2020. Ils sont consultables sur un site dédié publié par Météo-France en novembre 2022.

## Urbanisme

### Typologie
Au 1er janvier 2024, Augy est catégorisée bourg rural, selon la nouvelle grille communale de densité à sept niveaux définie par l'Insee en 2022.
Elle est située hors unité urbaine. Par ailleurs la commune fait partie de l'aire d'attraction d'Auxerre, dont elle est une commune de la couronne,. Cette aire, qui regroupe 104 communes, est catégorisée dans les aires de 50 000 à moins de 200 000 habitants,.

### Occupation des sols
L'occupation des sols de la commune, telle qu'elle ressort de la base de données européenne d’occupation biophysique des sols Corine Land Cover (CLC), est marquée par l'importance des territoires agricoles (77,2 % en 2018), en diminution par rapport à 1990 (79,7 %). La répartition détaillée en 2018 est la suivante : 
terres arables (59,9 %), forêts (12 %), zones urbanisées (10,8 %), prairies (9,7 %), zones agricoles hétérogènes (6,7 %), cultures permanentes (0,8 %). L'évolution de l’occupation des sols de la commune et de ses infrastructures peut être observée sur les différentes représentations cartographiques du territoire : la carte de Cassini (XVIIIe siècle), la carte d'état-major (1820-1866) et les cartes ou photos aériennes de l'IGN pour la période actuelle (1950 à aujourd'hui).

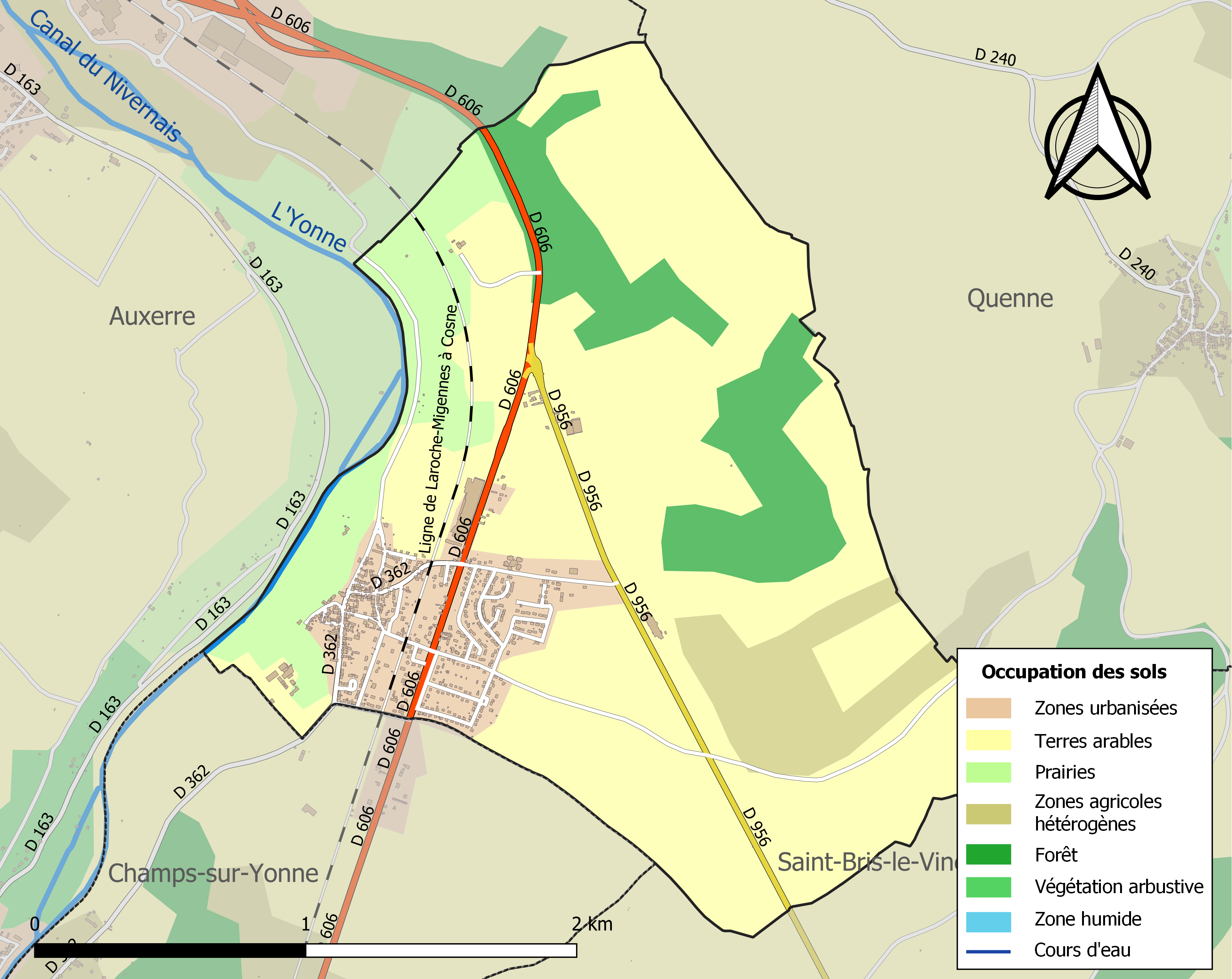
Carte des infrastructures et de l'occupation des sols de la commune en 2018 (CLC).

## Histoire
Augy est un petit village, sans cesse en croissance, qui a vu le jour aux alentours du Ve siècle, sous le nom d'Algiac. Augy fut pendant quelques siècle, un village viticole à l'image des autres villages voisins, mais l'insecte phylloxéra détruisit tous les plants.

## Politique et administration

### Liste des maires
| Période | Période  | Identité             | Étiquette            | Qualité |
| ------- | -------- | -------------------- | -------------------- | --- |
|         |          | Paul Visse           |                      | |
|         |          | Paul Marlière        |                      | |
| 1986    | 1994     | Bernard Imbert       | PS                   | |
| 1994    | 2008     | Dominique Dhérissard | PS                   | Professeur des écoles |
| 2008    | 2014     | Nicolas Briolland    | dvg[réf. nécessaire] | Professeur des écoles, conseiller pédagogique puis inspecteur de l'Éducation nationale Conseiller général du canton d'Auxerre-Est (2011-2015) |
| 2014    | 2020     | Paul Pauzat          |                      | Retraité |
| 2020    | En cours | Nicolas Briolland    | dvg[réf. nécessaire] | Inspecteur de l‘Éducation Nationale, Délégué communautaire chargé des transports aériens et du développement durable (2020 - )                |

### Jumelages
Taben-Rodt (Allemagne) depuis 1982.

## Population et société

### Démographie
L'évolution du nombre d'habitants est connue à travers les recensements de la population effectués dans la commune depuis 1793. Pour les communes de moins de 10 000 habitants, une enquête de recensement portant sur toute la population est réalisée tous les cinq ans, les populations de référence des années intermédiaires étant quant à elles estimées par interpolation ou extrapolation. Pour la commune, le premier recensement exhaustif entrant dans le cadre du nouveau dispositif a été réalisé en 2005.

En 2022, la commune comptait 963 habitants, en évolution de −9,75 % par rapport à 2016 (Yonne : −1,95 %, France hors Mayotte : +2,11 %).
| 1793 | 1800 | 1806 | 1821 | 1831 | 1836 | 1841 | 1846 | 1851 |
| ---- | ---- | ---- | ---- | ---- | ---- | ---- | ---- | ---- |
| 303  | 319  | 277  | 303  | 329  | 345  | 345  | 371  | 382  |

| 1856 | 1861 | 1866 | 1872 | 1876 | 1881 | 1886 | 1891 | 1896 |
| ---- | ---- | ---- | ---- | ---- | ---- | ---- | ---- | ---- |
| 388  | 432  | 438  | 414  | 378  | 348  | 330  | 351  | 343  |

| 1901 | 1906 | 1911 | 1921 | 1926 | 1931 | 1936 | 1946 | 1954 |
| ---- | ---- | ---- | ---- | ---- | ---- | ---- | ---- | ---- |
| 327  | 325  | 324  | 308  | 322  | 314  | 325  | 396  | 469  |

| 1962 | 1968 | 1975 | 1982 | 1990 | 1999  | 2005  | 2006  | 2010  |
| ---- | ---- | ---- | ---- | ---- | ----- | ----- | ----- | ----- |
| 548  | 842  | 866  | 850  | 952  | 1 066 | 1 090 | 1 084 | 1 050 |

| 2015  | 2020 | 2022 | - | - | - | - | - | - |
| ----- | ---- | ---- | - | - | - | - | - | - |
| 1 070 | 983  | 963  | - | - | - | - | - | - |

### Enseignement
L'école maternelle et élémentaire Lucienne et Gabriel Pommier est l'unique école publique d'Augy.

## Culture locale et patrimoine

### Lieux et monuments
Église Saint-Maurice.

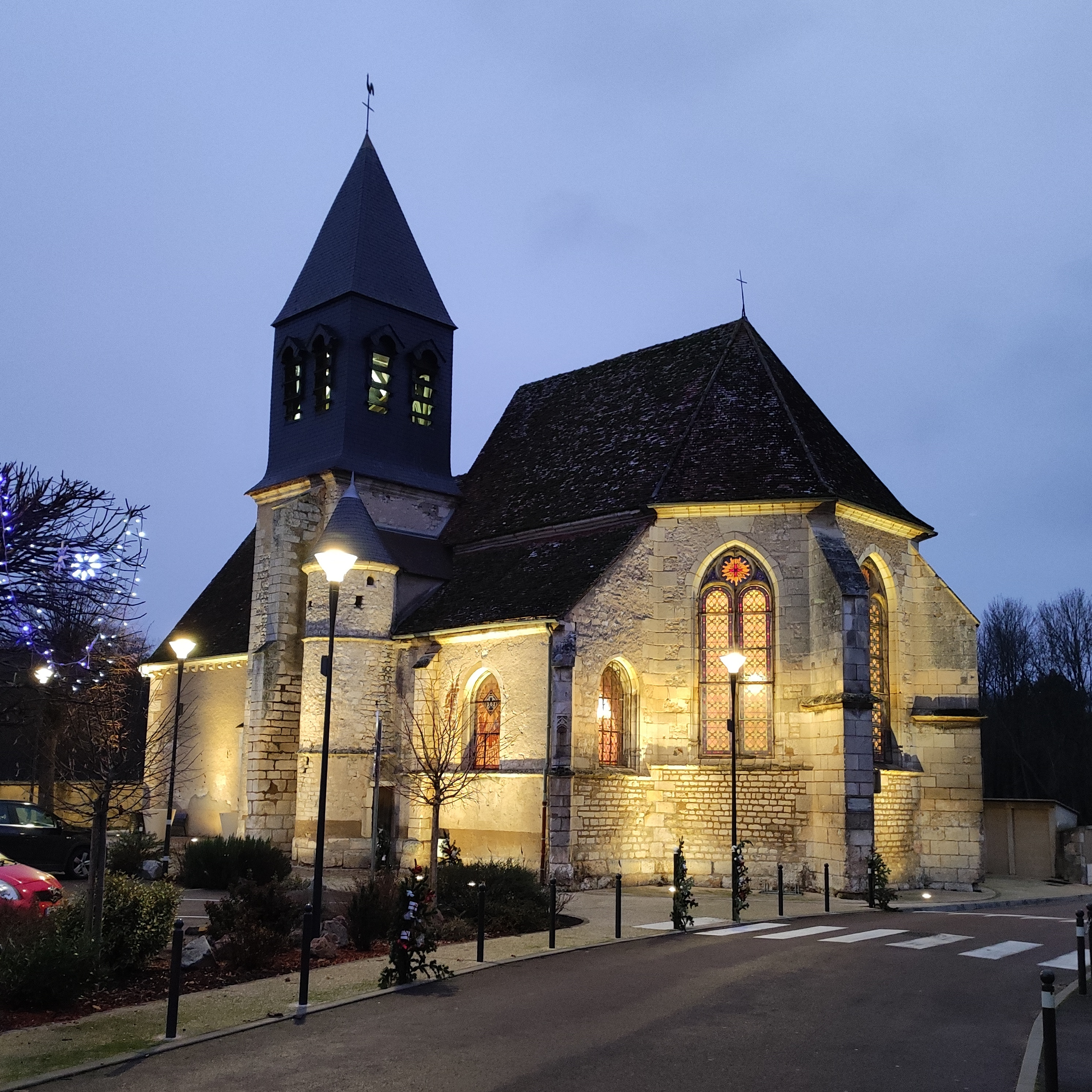
Église Saint-Maurice, Augy, Yonne, Bourgogne, France

C'est du début du XIIe siècle que date la restitution de cette église aux chanoines de Saint-Pierre. Le chœur et l'abside Renaissance sont de la fin du XVe avec quelques clefs en pendentifs. Le chœur est entre deux chapelles du XVe. Elles possèdent deux travées chacune. À celle du sud, on remarque une arcature en plein cintre bouchée, ce qui indique qu'un bas-côté y existait autrefois. Autour de cette partie de l'édifice, les baies sont géminées à roses du XIVe. Les deux portails, le grand et le petit, sont de transition fin du XIIe. Au petit portail roman, les deux colonnettes manquent à leurs chapiteaux et l'archivolte est sculptée.

### Personnalités liées à la commune
{{Maurice Thévenin est né à Augy en 1792. En 1812 il est incorporé au 17e régiment d'infanterie légère. Le régiment part pour Hambourg puis Königsberg ; il rencontre la Grande Armée revenant de Russie et fait le siège de Dantzig. Après quoi Maurice est prisonnier à Kiev. En 1814 il revient en France mais repart en 1815 pour défendre l'Alsace. Congédié en 1819, il revient à Augy. Décoré de la médaille de Sainte-Hélène en 1857, il raconte ses campagnes en 1868 ("Mémoires d'un vieux de la vieille"). Il meurt à Augy en 1871.}}

### Héraldique
| Blason de Augy | Blason  | Parti : au 1er coupé au I d'azur semé de fleurs de lys d'or et à la bordure componée d'argent et de gueules, au II bandé d'or et d'azur et à la bordure de gueules, au 2e d'argent à la fasce ondée d'azur accompagnée de six canettes, trois en chef et trois en pointe, rangées en barre. |
| Blason de Augy | Détails | Le statut officiel du blason reste à déterminer. |

## Pour approfondir